# 빌 클린턴의 대통령직 인수
빌 클린턴의 대통령직 인수는 그가 1992년 미국 대통령 선거에서 승리하여 1992년 11월 3일에 대통령 당선인이 되면서 시작되었다. 클린턴은 1992년 12월 14일 선거인단에 의해 공식적으로 선출되었다. 그 결과는 1993년 1월 6일 의회 합동 회의에서 인증되었고, 클린턴이 1993년 1월 20일에 취임하면서 인수가 종료되었다.

## 선거 전 상황
클린턴의 대통령 선거 운동은 1992년 8월에 장래의 대통령직 인수를 계획하기 위한 노력을 시작했다. 이 노력은 "클린턴-고어 인수 준비 재단" 또는 "클린턴-고어 대통령직 인수 준비 재단"으로 알려졌다. 클린턴은 자신의 선거 운동 의장인 미키 칸토르가 이 노력을 이끌도록 선택했다. 사업가 제럴드 스턴은 1992년 9월 24일 계획 그룹의 일상 업무를 총괄하는 조정자로 지명되었다. 그를 돕는 변호사는 존 하트였다. 팀의 다른 구성원으로는 워런 크리스토퍼, 헨리 시스네로스, 버넌 조던, 그리고 매들린 쿠닌이 있었다. 팀은 아칸소주리틀록의 캠페인 본부에서 불과 몇 블록 떨어진 건물 사무실 스위트에 본부를 두었다. 배리 카터는 인수 계획의 국가 안보 측면을 감독했다. 팀은 과거 대통령직 인수에 대한 방대한 양의 연구를 수집하고, 잠재적인 인수 전략을 설명하는 대규모 브리핑 책자를 작성했다. 10월 말까지, 인수 노력에는 10명에서 15명 사이의 전임 직원이 있었다. 10월 말까지, 팀은 또한 장래의 대통령 행정부에서 일자리를 찾는 사람들에게서 약 2,000건의 문의를 받았다. 이른 시작에도 불구하고, 클린턴 행정부의 채용에 대한 결정은 선거 후까지 거의 윤곽이 드러나지 않았다.
잠재적 인수의 물류 계획은 존 P. 하트가 감독했다. 인수 팀은 선거 몇 주 전부터 워싱턴 D.C. 시내에 사무실 공간을 준비하기 시작하여 클린턴이나 다른 후보가 선거에서 그를 패배시킬 경우 잠재적인 선거 후 인원들을 수용할 수 있도록 했다. 1992년 10월 6일, 조지 H. W. 부시 대통령은 잠재적인 인수를 위해 500만 달러를 제공하는 세출 법안에 서명했다. 만약 클린턴이나 다른 후보가 승리한다면, 이 세출 법안은 당선인의 인수 팀에게 350만 달러를 제공하고, 부시 행정부에게는 150만 달러를 제공하여 인수를 돕도록 했다. 이는 대통령직 인수를 위한 자금 지원을 이러한 금액으로 늘린 1988년의 증가에 따른 것이었다.

## 공식적인 인수
- 1993년 1월 20일
빌에게,
지금 막 이 사무실에 들어섰을 때, 나는 4년 전 느꼈던 것과 같은 경이로움과 존경심을 느꼈네. 자네도 분명 그럴 거야.
여기서 큰 행복을 누리기를 바라네. 나는 어떤 대통령들이 묘사했던 외로움을 전혀 느끼지 못했어.
자네가 공정하지 않다고 생각할 비판들로 인해 더욱 어려워질 힘든 시기가 있을 거야. 나는 조언을 잘하는 사람은 아니지만, 비판하는 사람들이 자네를 낙담시키거나 길에서 벗어나게 하지 못하게만 하면 돼.
이 편지를 읽을 때쯤이면 자네는 우리의 대통령이 되어 있을 거야. 잘 되기를 바라네. 자네 가족도 잘 되기를 바라네.
자네의 성공은 이제 우리 국가의 성공이야. 자네를 진심으로 응원하네.
행운을 빌며—
조지

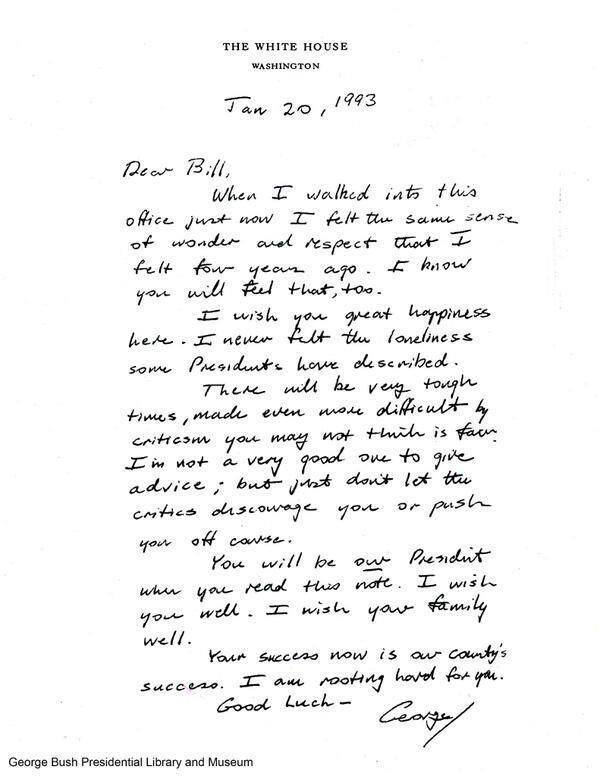
인수 종료 시점에 조지 H. W. 부시 퇴임 대통령이 오벌 오피스에 새로 취임할 빌 클린턴 대통령을 위해 남긴 편지

클린턴이 선거에서 부시를 이긴 후, 부시와 클린턴 모두 그들의 행정부 간의 원활한 인수를 공개적으로 표명했다.
클린턴은 대통령직으로 인수를 하는 것 외에도 아칸소 주지사직에서 물러나야 했다. 현직 주지사가 대통령직으로 인수를 한 마지막 사례는 1932년 미국 대통령 선거 이후의 프랭클린 D. 루스벨트였다. 클린턴은 1992년 12월 12일 주지사직에서 사임했다.
선거 후, 칸토르와 클린턴의 최고 선거 운동 스태프 사이에 긴장이 발생하자, 칸토르는 인수 노력의 책임자 자리에서 해임되었다. 11월 6일, 워런 크리스토퍼는 인수 국장으로, 버넌 조던은 인수 위원회 의장으로 임명되어 인수 공동 지도자가 되었다. 부시는 앤드루 카드를 부시 행정부의 인수 역할 책임자로 임명했다.
11월 13일, 클린턴은 수십 명의 다른 인수 팀 구성원들을 지명했다. 그가 지명한 구성원들은 뉴욕 타임스에 의해 "나이, 성별, 민족적 배경에서 다양성"을 가지고 있다고 언급되었다. 로버트 라이시는 경제 정책 팀을 이끌도록 지명되었고, 샌디 버거는 외교 정책 팀을 이끌도록 지명되었다. 클린턴의 인수 팀은 대부분 그의 대통령 선거 운동에서 일했던 개인들로 구성되었다.
11월 13일, 클린턴은 자신의 인수 스태프를 위한 윤리 지침을 발표했다. 이 지침은 클린턴 행정부의 첫 6개월 동안 어떤 스태프나 자원봉사자도 인수 기간 동안 일했던 분야에서 정부에 로비하는 것을 금지했다. 이 윤리 지침은 또한 인수 직원들이 상세한 재정 공개 양식을 제출하도록 요구했으며, 이해충돌로 보이는 인수 업무를 하는 것을 금지했다. 이 윤리 지침은 커먼 코즈와 퍼블릭 시티즌 그룹으로부터 칭찬을 받았다.
11월 18일, 부시 대통령은 백악관에서 클린턴 대통령 당선인을 주최했다. 다음 날, 바버라 부시 영부인은 취임할 힐러리 클린턴 영부인을 위해 관저를 안내했다.
인수 초기 몇 주 동안, 대통령 당선인의 공보실장인 조지 스테퍼노펄러스는 대통령 당선인이 하루에 약 3만 건의 우편물을 받고 있다고 말했다.
정부가 클린턴 인수팀에 제공한 350만 달러 외에, 사적인 기부금으로 530만 달러가 모금되어 그들의 노력을 지원했다.
인수는 일부 측면에서 혼란스러운 것으로 간주되었다. 1993년 1월 말, 인수가 끝난 직후, 역사학자 칼 브라우어는 클린턴의 인수 성과에 대해 "엇갈린" 평가를 내렸다. 인수는 아칸소주 리틀록과 워싱턴 D.C.에 본부를 두었으며, 이러한 운영의 지리적 분할은 몇 가지 문제를 야기했다. 주요 결정은 클린턴이 인수 기간 동안 주로 머물렀던 리틀록 본부에서 이루어지는 경향이 있었다. 인수 팀의 정책 고문들은 중도파와 자유주의자로 이념적으로 분열되어 있었다. 클린턴의 인수는 전임자보다 최고 직책에 대한 임명자를 지명하는 데 더 오랜 시간이 걸렸다. 인수는 선거에서 승리한 지 6주 후에 주요 행정부 직책에 임명될 첫 번째 지명자들을 공개적으로 발표하기 시작했다. 그는 선거 승리 후 11주 만에 그들을 모두 발표했다. 또한 클린턴은 미국의 대통령 비서실장을 지명하는 데 특히 오랜 시간이 걸렸으며, 12월 중순까지 맥 매클라티를 지명하지 않았다.
클린턴은 인수 기간 동안 아내 힐러리, 부통령 당선인 앨 고어, 인수 국장 워런 크리스토퍼를 포함한 친밀한 측근들과 함께 계획을 세우는 데 많은 시간을 보냈다. 이러한 논의의 대부분은 아칸소 주지사 관저의 서재에서 이루어졌다. 클린턴은 새로운 대통령 행정부의 세부 사항, 특히 내각 구성원 선출에 깊이 관여했다. 클린턴의 아내 또한 내각 인선 결정에 깊이 관여했다. 클린턴과 그의 아내 모두 과거 내각보다 인종적으로 다양하고 여성 구성원이 더 많은 내각을 구성하는 데 관심을 보였다. 클린턴 자신은 "미국을 닮은" 내각을 구성하는 목표를 선언했다. 클린턴 부부가 인사 결정에 깊이 관여한 것은 인선 지연의 원인이 되었다.
내각 인선 결정에 깊이 관여한 것과는 대조적으로, 클린턴은 백악관 직원 인선 결정에는 비교적 적은 관심을 기울였다. 클린턴은 나중에 자신의 자서전 내 인생에서 "내각에 너무 많은 시간을 보냈다"고 말하며 "백악관 직원에는 거의 시간을 할애하지 않았다"고 썼다. 클린턴은 또한 백악관 내부 인사들을 행정부에 임명하는 것을 피했으며, 지난 민주당 대통령인 지미 카터 행정부에서 일했던 개인들을 거의 채용하지 않았다. 클린턴은 워싱턴 내부 인사들을 채용하는 것에 대해 가능한 적대감을 보였다. 결과적으로, 그의 백악관 채용 인원 중 상당수는 그의 선거 운동에서 일했지만, 대부분 젊고 정부 경험이 부족한 개인들이었다. 인수팀은 또한 부시 행정부의 조언을 따르지 않고 백악관 직원을 인수 초기에 임명하지 않았다. 클린턴은 과거 행정부의 많은 베테랑들을 고용하는 것을 자제했지만, 그의 인수팀은 과거 민주당 행정부, 특히 존 F. 케네디, 린든 B. 존슨, 지미 카터 행정부 구성원들과 만나 조언을 구했다.
클린턴은 예산 및 정치 의제를 설정하는 것 외에도 약 4,000개의 행정부 직책에 대한 임명을 해야 했다.
인사 선발을 공식적으로 담당한 사람은 리처드 라일리였다. 그러나 라일리가 클린턴의 교육부 장관 후보로 지명된 후, 그는 인수에서의 역할과 대통령 행정부에서 예정된 직책을 준비하는 것 사이에 주의가 분산되는 것을 발견했다.
클린턴은 인수 기간 내내 1월 20일까지는 조지 H. W. 부시라는 단 하나의 대통령이 국가를 이끌고 있음을 분명히 했다. 취임식이 가까워지자, 부시의 고문들은 클린턴의 고문들, 특히 외교 정책에 대해 협력하여 원활한 권력 이양을 보장했다. 예를 들어, 취임식 몇 주 전부터 부시의 국가안보보좌관인 브렌트 스코우크로프트는 클린턴이 자신의 국가안보보좌관으로 지명한 앤서니 레이크와 매일 만났다.
12월에 클린턴은 리틀록에서 TV로 중계된 경제 정상회담에 참여했다. 이는 당선인이 자신의 정책 지식을 보여줄 기회를 제공했지만, 이 정상회담은 그의 인수 과정에서 중요한 시기에 귀중한 시간을 소모하기도 했다.

### 논란
클린턴 대통령 당선인이 동성애자가 미군에서 공개적으로 복무할 수 있도록 허용하는 것에 대한 지지를 표명하자 논란이 일었다. 이는 미국 합동참모본부와 클린턴 자신의 민주당의 입장 모두에 반하는 것이었다.
클린턴이 법무부 장관으로 지명한 조이 베어드가 불법적으로 국내에 체류하던 가사 도우미에 대한 세금을 납부하지 않은 사실이 드러나 스캔들이 발생했다. 이 스캔들은 "내니게이트"로 알려지게 되었다. 베어드의 지명은 결국 클린턴의 취임 다음 날 철회되었다.

### 이라크 위기
부시가 클린턴에게 권력을 이양하기 약 2주 전부터 부시가 인수 종료 직전에 대응을 주저할 가능성을 이용하려던 것인지, 이라크 독재자 사담 후세인은 벼랑 끝 외교를 시작했다. 이에 대한 대응으로, 1993년 1월 13일 부시는 이라크에 대한 제한적인 공습을 명령했다. 공습 며칠 전, 클린턴은 상황에 대한 상세한 브리핑을 받았다. 부시의 국가 안보 보좌관들은 클린턴이 취임 시 자신의 국가 안보 보좌관으로 지명한 사람들과 대화했다. 부시 대통령은 공습 한 시간 전에 클린턴에게 전화를 걸어 결정 사항을 알렸다. 비록 공습이 궁극적으로 부시의 결정이었지만, 한 부시 행정부 고위 관리는 클린턴과 그의 국가 안보 보좌관들이 공습에 대한 "협의의 파트너"였다고 주장했다. 클린턴은 공습이 "올바른 결정이었고, 올바른 방식으로 이루어졌다"고 말했다.

## 인수 분석
인수는 일부 측면에서 혼란스러운 것으로 간주되었다. 2001년, 브루킹스 연구소의 스티븐 헤스는 인수를 "완전히 혼란스러웠다"고 불렀다. 2008년, 뉴스위크의 댄 브릴만은 인수를 "어설프고" "초점이 없으며 무질서하다"고 특징지었다. 클린턴의 언론 비서인 디 디 마이어스는 나중에 인수 기간을 "지옥"이라고 불렀다.

## 같이 보기
- 빌 클린턴 1992년 대통령 선거 운동
- 1993년 빌 클린턴 대통령 취임식

## 더 읽어보기
- Clinton Administration Transition Interviews –National Archives and Records Administration
- Transition Team – Collection Finding Aid –Bill Clinton Presidential Library & Museum